# Dagupan

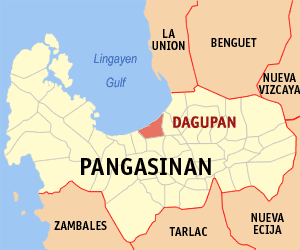
Położenie miasta na mapie prowincji Pangasinan

Dagupan – miasto na Filipinach, w regionie Ilocos, w prowincji Pangasinan, na wyspie Luzon. W 2010 roku jego populacja liczyła 163 676 mieszkańców.
W mieście rozwinął się przemysł rybny oraz cukrowniczy.

## Współpraca
- Santiago, Filipiny
- Zamboanga, Filipiny
- Guadalajara, Meksyk
- Iwata, Japonia
- Milpitas, Kalifornia
- Tanger, Maroko